# Bromokriptin
Bromokriptin är ett snabbverkande preparat av typen dopaminagonist som i USA använts vid avvänjning av kokainister. Bromokriptin blockerar kokainets euforiska effekter och "suget" efter kokain, men det har rapporterats ge biverkningar som slöhet, avtrubbning och minnesluckor. I Sverige används det bland annat för att minska produktionen av prolaktin och symptomen vid Parkinsons sjukdom. Det patenterades 1968 och godkändes för medicinskt bruk 1975.

## Historik
Bromokriptin upptäcktes av forskare vid Sandoz 1965 och publicerades första gången 1968. Det marknadsfördes sedan först under varumärket Parlodeloch därefter under många varumärken, En snabbfrisättning formulering av bromokriptin godkändes av FDA år 2009.

## Framställning
Liksom alla ergopeptider är bromokriptin en cyklol. Två peptidgrupper av dess tripeptiddel är tvärbundna och bildar >N-C(OH)< mellan de två ringarna med amidfunktionaliteten.
Bromokriptin är ett semisyntetiskt derivat av en naturlig ergotalkaloid, ergokryptin (ett derivat av lysergsyra), som syntetiseras genom brominering av ergokryptin med användning av N-bromosuccinimid.

## Användning
Bromokriptin används för att behandla akromegali och tillstånd i samband med hyperprolaktinemi som amenorré, infertilitet, hypogonadism och prolaktinutsöndrande adenom. Det används också för att förhindra ovariellt hyperstimuleringssyndromoch för att behandla Parkinsons sjukdom.
Sedan slutet av 1980-talet har det använts, receptfritt, för att minska symtomen på kokainabstinens men bevisen för resultaten av denna användning är svaga.
En snabbverkande form av bromokriptin, Cycloset, används också för att behandla typ 2-diabetes. När det intas inom 2 timmar efter uppvaknandet ökar det hypotalamisk dopaminnivå och som ett resultat minskar leverglukosproduktionen. Det fungerar därför som ett komplement till kost och motion för att förbättra glykemisk kontroll.

## Biverkningar
De vanligaste biverkningarna är illamående, ortostatisk hypotoni, huvudvärk och kräkningar genom stimulering av hjärnstammens kräkningscentrum. Vasospasmer med allvarliga konsekvenser som hjärtinfarkt och stroke som har rapporterats i samband med puerperium verkar dock vara extremt sällsynta händelser.
Efter långvarig användning av dopaminagonister kan ett abstinenssyndrom uppstå under dosreduktion eller utsättning med följande möjliga biverkningar: ångest, panikattacker, dysfori, depression, agitation, irritabilitet, självmordstankar, trötthet, ortostatisk hypotension, illamående, kräkningar, diafores , generaliserad smärta och drogsug. För vissa individer är dessa abstinenssymptom kortlivade och de gör en fullständig återhämtning, för andra kan ett långvarigt abstinenssyndrom uppstå med abstinenssymptom som kvarstår i månader eller år.

## Farmakologi

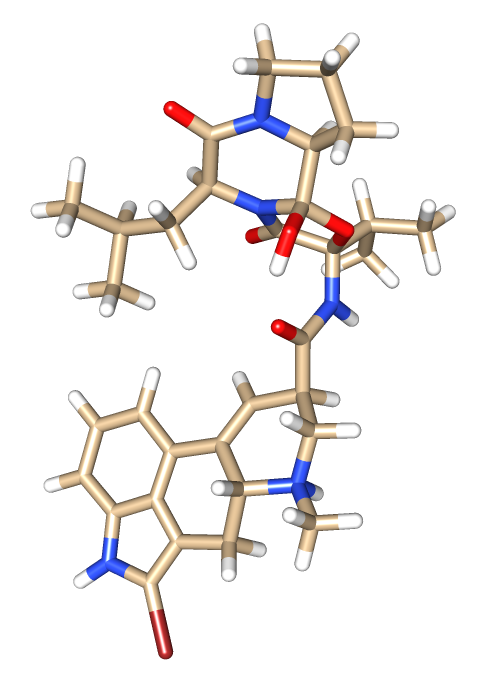
Bromokriptin i en dopaminreceptorbunden konformation

Bromokriptin är en partiell agonist av dopamin D2-receptorn. Det interagerar också med andra dopaminreceptorer och med olika serotonin- och adrenerga receptorer. Bromokriptin har dessutom visat sig hämma frisättningen av glutamat genom att vända GLT1-glutamattransportören.
Som en antagonist till serotonin 5-HT2B-receptorn, har bromokriptin inte associerats med hjärtvalvulopati. Detta står i kontrast till andra ergoliner som istället fungerar som 5-HT2B-receptoragonister såsom kabergolin och pergolid men liknar lisurid som också fungerar som en 5-HT2B-receptorantagonist.